# Fluda opica
Fluda opica là một loài nhện trong họ Salticidae.
Loài này thuộc chi Fluda. Fluda opica được Elizabeth Maria Gifford Peckham & George William Peckham miêu tả năm 1892.